# 40 Yard Dash
Der 40 Yard Dash (deutsch 40-Yard-Sprint, umgerechnet rund 36,576 Meter) ist ein gängiger physischer Test im American Football und Canadian Football. Er dient zur Ermittlung der Beschleunigung und Geschwindigkeit eines Spielers und kann wesentlichen Einfluss auf die Gesamtbewertung eines Spielers durch Trainer und Manager haben. Obwohl der Sprint früher nur bei den „laufintensiven“ Positionen wie die des Runningbacks, des Wide Receivers oder Cornerbacks für wichtig erachtet wurde, misst man ihn heute bei allen Spielern.
Neben der Gesamtzeit über die 40 Yards werden üblicherweise auch die Zwischenzeiten bei Erreichen von 10 und 20 Yards gemessen. Die Zwischenzeiten dienen zur Bewertung der Fähigkeit zu beschleunigen, die Endzeit misst die Schnelligkeit gesamtheitlich.
Zeiten unter 4,4 Sekunden gelten in der NFL als sehr schnell, aber auch 4,6 Sekunden gelten als akzeptabel. Über 5 Sekunden zu laufen wird üblicherweise nur den Linemen ‚gestattet‘.

## Bestzeiten

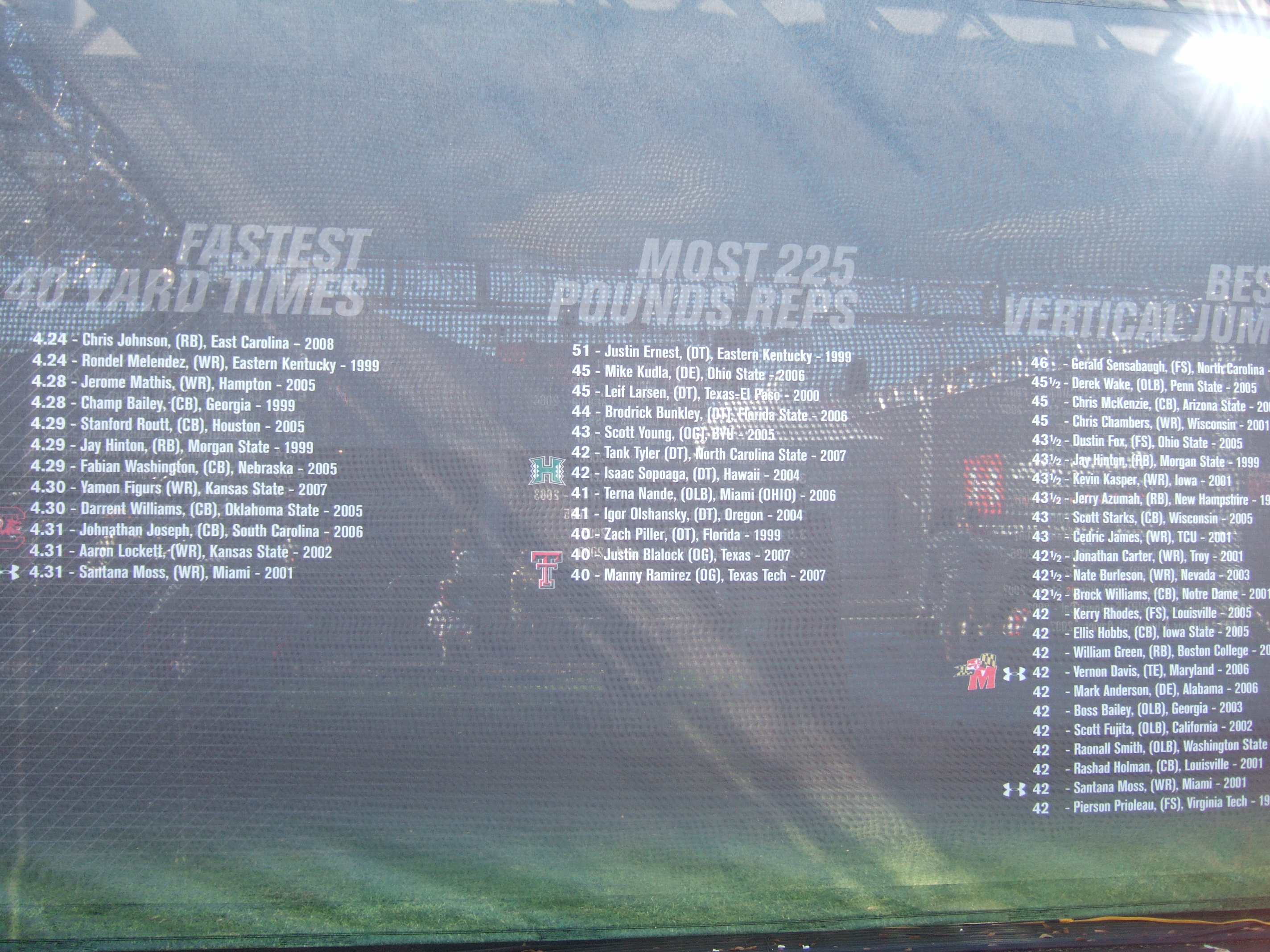
Rekordzeiten im 40 Yard Dash bei der NFL Combine bis 2009

Da die Zeiten des 40 Yard Dash im professionellen Bereich früher (und auf Amateurebene weiterhin) per Hand gemessen wurden, sind einige der Angaben zu früheren Spielern kritisch zu betrachten. Die schnellste elektronisch erfasste Zeit im 40 Yard Dash lief im Jahr 2024 der Wide Receiver Xavier Worthy beim NFL Combine mit 4,21 Sekunden, zuvor 2017 John Ross mit 4,22 Sekunden. Zum Vergleich: der frühere Weltrekordhalter im 100-Meter-Sprint, Maurice Greene, lief bei den Leichtathletik-Weltmeisterschaften 2001 in Edmonton eine Zeit von 9,82 Sekunden. Dabei brauchte er für die ersten 40 Yards 4,24 Sekunden. Allerdings ist hierbei zu beachten, dass beim 40 Yard Dash die Reaktionszeit nicht mit in die gemessene Zeit einfließt, da die Messung automatisch mit dem Start des Athleten einher geht. Beim 100-Meter-Sprint muss der Athlet erst noch reagieren. Diese Reaktionszeit beträgt im Schnitt rund 15 Hundertstelsekunden.
Anzumerken ist bei diesen Vergleichen, dass Footballspieler in der Regel wesentlich größer und schwerer als Leichtathleten sind. Der bereits genannte Maurice Green misst 1,76 Meter und wiegt 75 Kilogramm, während es bei John Ross 1,80 Meter (5 ft 11 in) und 86 Kilogramm (190 lb) sind. In diesem Zusammenhang ebenfalls bemerkenswert sind die 4,35 Sekunden, die der 1,96 Meter (6 ft 5 in) große und 107 Kilogramm (236 lb) schwere Calvin Johnson für den 40 Yard Dash benötigte.